# Klontong

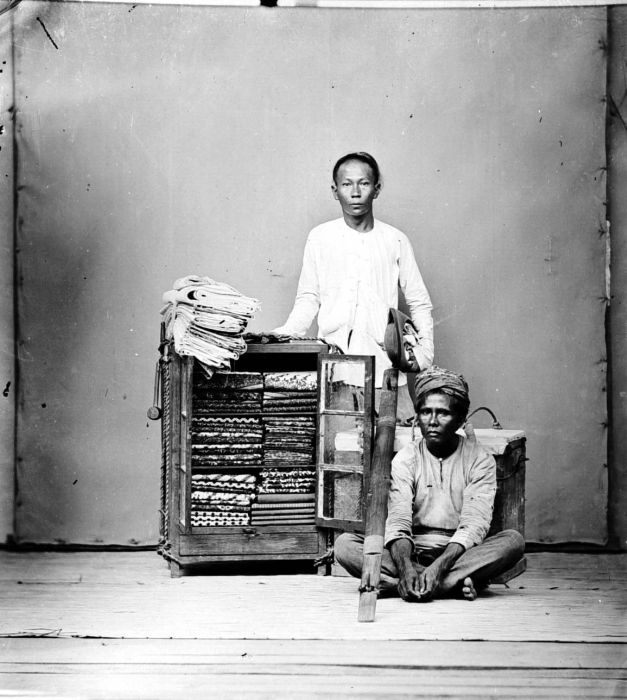
Klontongs te Semarang (1913).

Klontong was in het vroegere Nederlands-Indië, maar voornamelijk op Java, de algemene aanduiding voor een Chinese marskramer in manufacturen, kleine huishoudelijke benodigdheden en snuisterijen waarmee hij vooral langs de deuren van de welgestelde, meest Nederlandse families kwam. Zijn naam dankte hij aan het gelijknamige ratelaartje dat hij ronddraaide en waarmee hij zijn komst aankondigde. Sommige klontongs bedienden zich van een trommeltje.